# سیلینی
سیلینی ((به انگلیسی: Cyllene) /(/sɨˈli:ni:)، (یونانی: Κυλλήνη) که با نام ژوپیتر XLVIII هم خوانده می‌شود، از قمرهای سیاره مشتری است. این قمر در سال۲۰۰۳ توسط تیمی از ستاره شناسان دانشگاه هاوایی به رهبری اسکات اس.شپرد و همکاران کشف شد؛ و با نام موقت اس/۲۰۰۳جی ۱۳ نامگذاری شد.
سیلینی حدود۲ کیلومتر قطر دارد. متوسط مدارش ۲۳٬۳۹۶ مگامتر است و دوره آن ۷۳۱٫۰۹۹ روز بوده و انحراف آن ۱۴۰° درجه نسبت به دائرةالبروج و (۱۴۰° درجه نسبت به استوای مشتری) است. حرکت این قمر رجوعی و خروج از مرکز مدار آن ۰٫۴۱۱۶. است.
در ماه مارس ۲۰۰۳ به نام سیلینی، یک نیاد (نیف جویبار) یا اُرِه‌د (نیف کوهستان) مربوط به کوه کیلینی یوناننامیده شد. او دختر زئوس (ژوپیتر) بود
این قمر به گروه پاسیفه تعلق دارد که قمرهای نامنظمی دارد که با حرکت مخالف گرد و فاصله بین ۲۲٫۸ و ۲۴٫۱گیگا متر وانحراف ۱۴۴٫۵° و ۱۵۸٫۳ درجه بدور مشتری می‌چرخند.